# رون غالو
رون غالو (بالإنجليزية: Ron Gallo) هو مغني ومغن مؤلف وعازف قيثارة أمريكي، ولد في 1987 في نيوجيرسي في الولايات المتحدة.

## وصلات خارجية
- رون غالو على موقع IMDb (الإنجليزية)
- رون غالو على موقع ميوزك برينز (الإنجليزية)
- رون غالو على موقع ديسكوغز (الإنجليزية)